# Édifice 2-22
Le 2-22 ou 2-22 rue Sainte-Catherine Est est un édifice à vocation culturelle situé dans le Quartier des spectacles de Montréal, à l'angle des rues Sainte-Catherine et du boulevard Saint-Laurent. Il abrite la Vitrine culturelle, la radio communautaire francophone CIBL-FM, le centre de documentation en arts visuels contemporains Artexte, Danse Danse, le Regroupement des centres d’artistes autogérés du Québec (RCAAQ), VOX, centre de l'image contemporaine, , Les productions numériques LaCogency et Me Yves LaPierre, avocat. Au rez-de-chaussée se trouve le restaurant Bouillon-Bilk. Le 2-22 est doté de la certification LEED-NC Argent.

## Histoire
Jadis au XIXe siècle, le terrain où se trouve actuellement le 2-22 était occupé par une usine de souliers de la Fogarty & Bros.. En 2007, la Ville de Montréal acquit l'immeuble situé au 2 à 22, rue Sainte-Catherine Est afin d'y construire un édifice culturel. Le 20 février 2008, la Ville démolit l'ancien bâtiment jugé insalubre et non sécuritaire. Le 20 juin 2008, la Ville approuve la cession par emphytéose du terrain à la Société de développement Angus. En 2009, l’Office de consultation publique de Montréal fait une consultation en lien avec Plan particulier d’urbanisme du Quartier des spectacles sur le projet 2-22. L'architecte français, Paul Andreu, fut initialement engagé pour dessiner les plans du 2-22 mais son projet initial fut abandonné en raison de « la lourdeur bureaucratique et la façon dont l'Office de consultation de Montréal a procédé aux consultations ». Ce fut finalement, la firme d'architectes Ædifica et Gilles Huot Architectes qui signa l'architecture du 2-22. La construction dura de 2010 à 2011. L'inauguration du 2-22 a lieu le 6 février 2012. Le 24 octobre 2013 a lieu l'illumination par Moment Factory du 2-22.

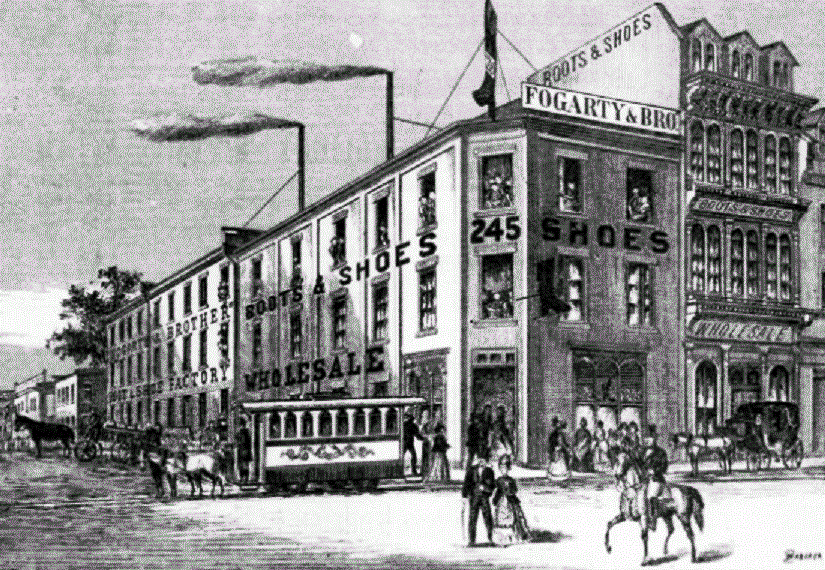
Fogarty & Bros, 1875
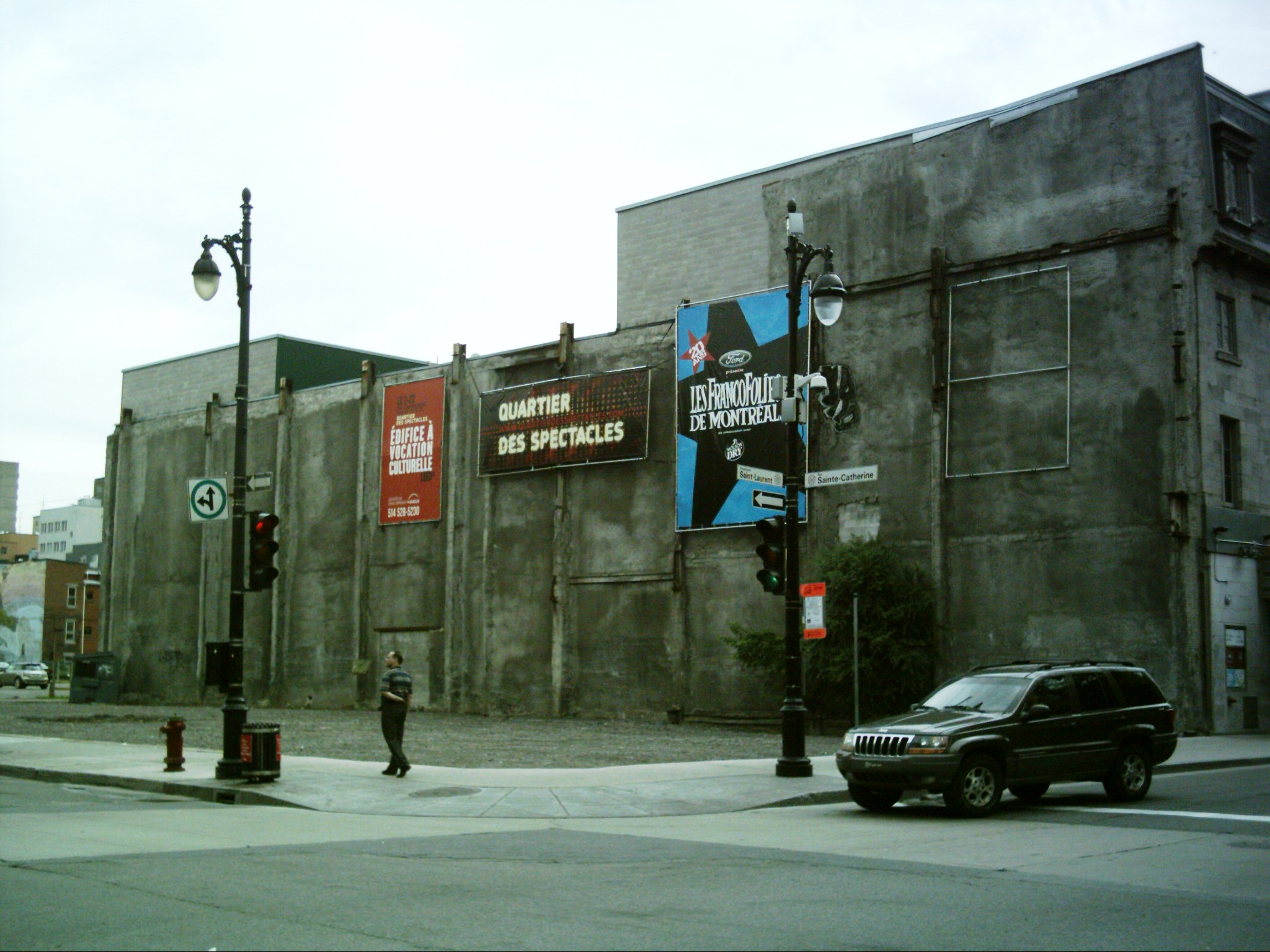
Terrain vacant du 2-22 en 2008
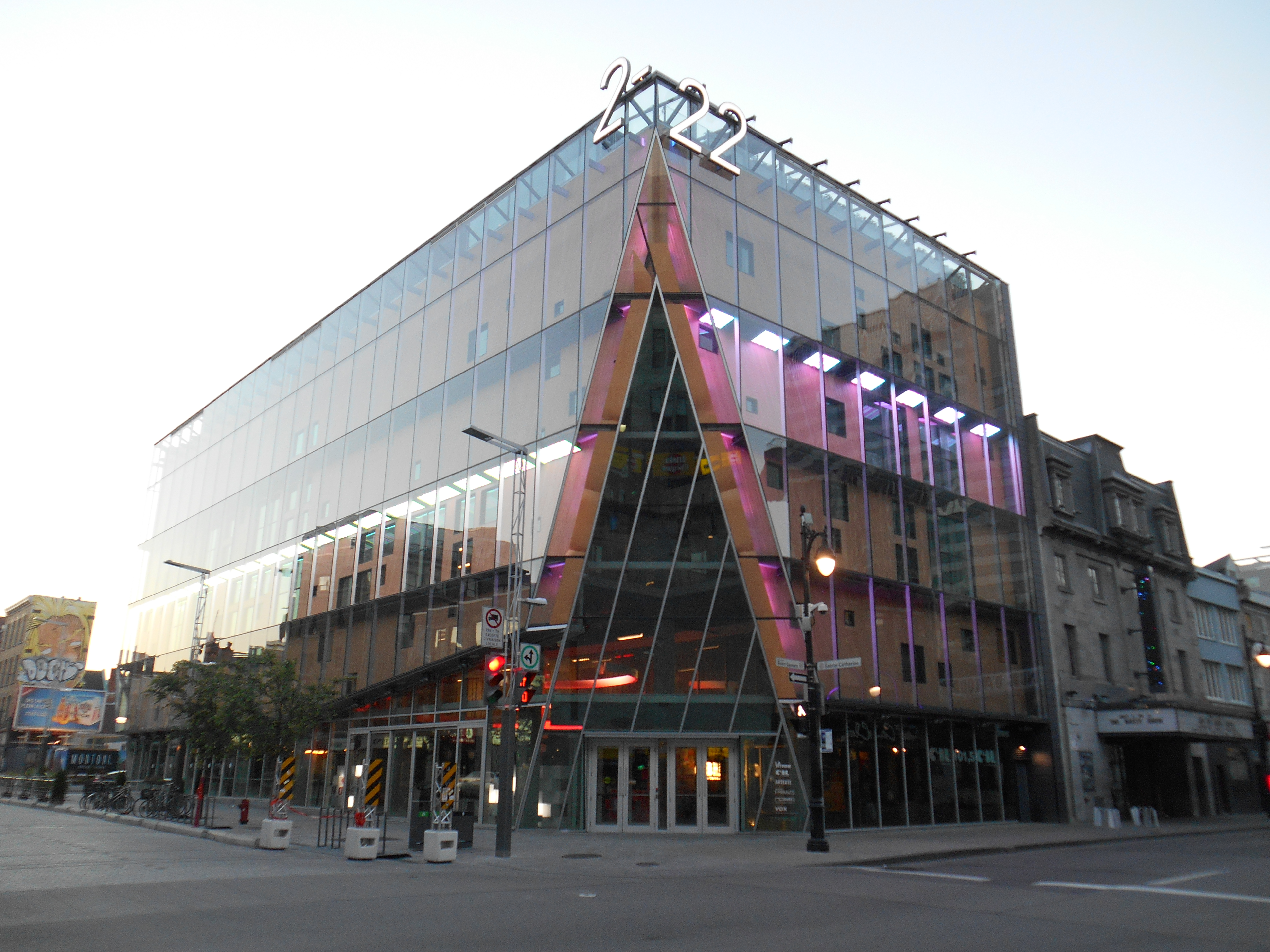
Le 2-22 en 2014
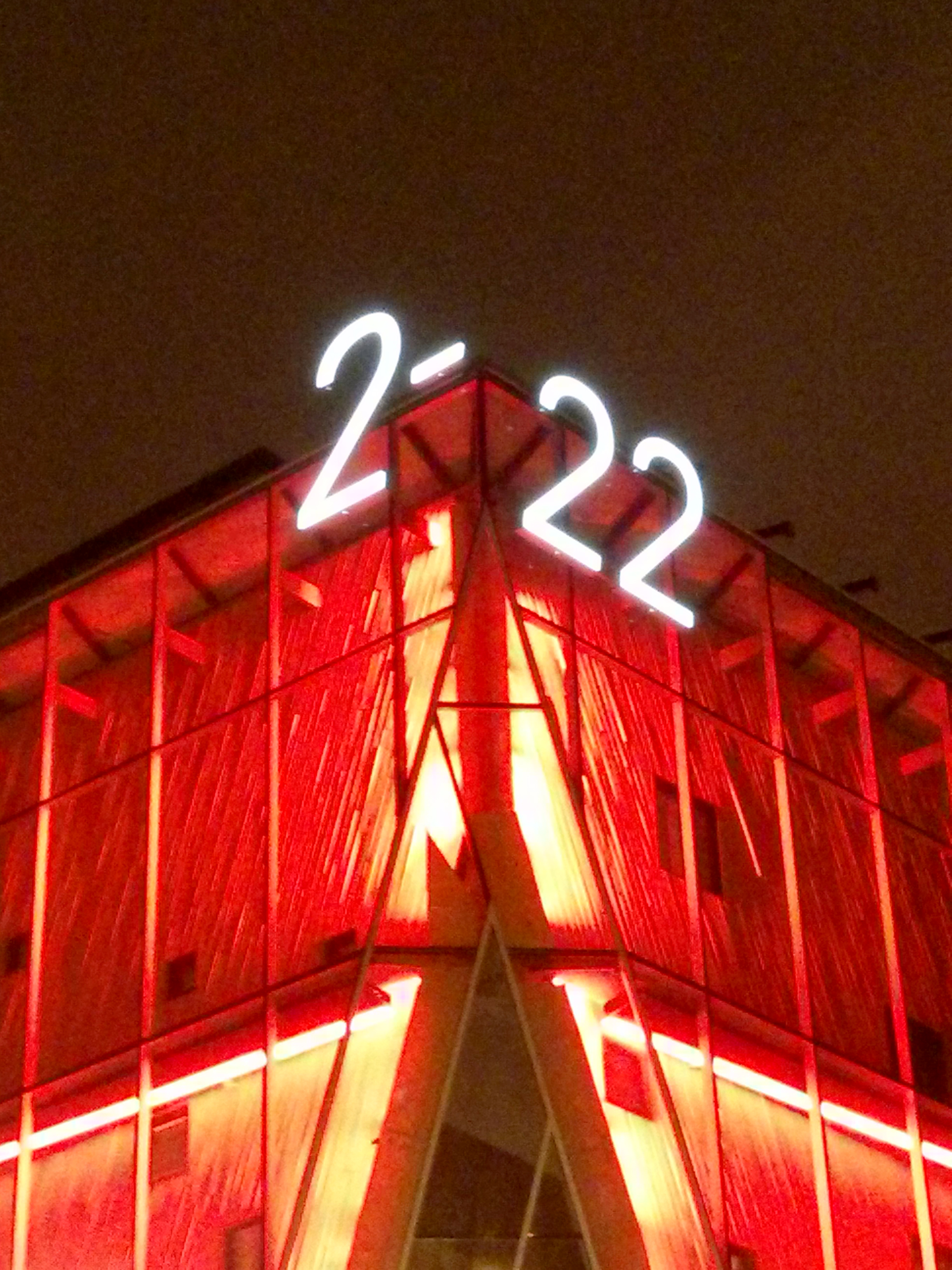
Le 2-22 en 2015